# Arvid Fladmoe

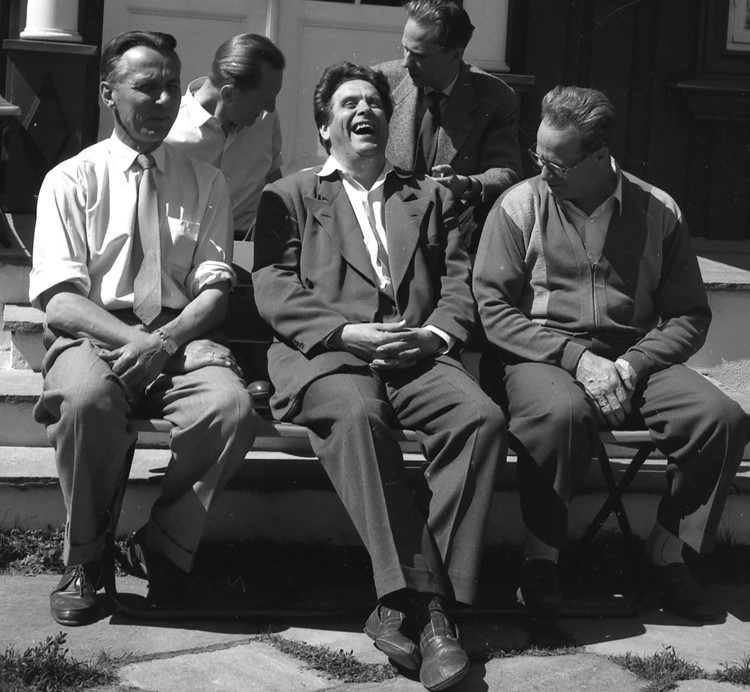
Kapellmeister Arvid Fladmoe (in der Mitte).

Arvid Emil Fladmoe (* 8. Mai 1915 in Kristiania; † 18. November 1993 in Oslo) war ein norwegischer Geiger, Dirigent und Musikpädagoge.

## Leben
Fladmoe begann achtjährig Geige zu spielen. Er erhielt eine Grundausbildung bei Henrik Adam Due und studierte an der Royal Academy of Music in London bei Carl Flesch. Nach seiner Rückkehr nahm er Unterricht bei Max Rostal, der 1927–28 Konzertmeister des Philharmonieorchesters Oslo war. Zwölfjährig wurde er Mitglied, achtzehnjährig Dirigent des KFUM (Kristelig Forening for Unge Menn) Orchesters Arioso.
Als Violinsolist debütierte er 1933, begleitet von Mary Barratt Due, seiner späteren Schwiegermutter, in der Aula der Universität Oslo mit einem Programm mit Werken von Edvard Grieg, Henryk Wieniawski, Pablo de Sarasate und Max Bruch. Von 1938 bis 1940 war er Konzertmeister des Orchesters der Musikgesellschaft Harmonien in Bergen, wo er auch mit dem ungarischen Bratschisten István Ipolyi zusammenarbeitete. 1940 gab er in Oslo ein Konzert mit seiner Verlobten Esther Barratt-Due. Während des Krieges trat er vor allem in privaten Kammermusikveranstaltungen am Barratt-Due-Musikinstitut auf, wo er auch unterrichtete.
Ab 1946 war Fladmoe Konzertmeister am Nationaltheatret, wo er u. a. 1948 eine große Carmen-Inszenierung dirigierte. Von Ende 1948 bis 1950 wirkte er als Dirigent des Trondheim Symfoniorkester. Nach einer erfolgreichen Aufführung von La Traviata erhielt er 1950 eine Festanstellung am Nationaltheatret, wo er bis zur Auflösung des Orchesters 1958 blieb.
Er wurde 1959 Dirigent des Orchesters der Musikgesellschaft Harmonien in Bergen. Als Odd Grüner-Hegge 1961 Chefdirigent an der Norske Opera wurde, holte er ihn als Ersten Kapellmeister in sein Orchester. Er war hier verantwortlich für Opernproduktionen wie Anne Pedersdotter von Edvard Fliflet Bræin und Wozzeck von Alban Berg, dirigierte aber auch Operetten wie Die Fledermaus und Die lustige Witwe. 
Seit der Gründung 1973 unterrichtete Fladmoe Dirigieren an der Norwegischen Musikhochschule, ab 1983 hatte er dort eine Professur inne. 1973 wurde er zum Ritter des Sankt-Olav-Ordens ernannt, außerdem wurde er auch mit der Königlichen Verdienstmedaille (Kongens fortjenstmedalje) in Gold geehrt.